# Рахманов Баходир Рабанович
Баходир Рабанович Рахманов (нар. 17 березня 1964, Пахтакор, Узбецька РСР) — радянський та узбецький футболіст, півзахисник та нападник.

## Життєпис
Клубну кар'єру розпочинав у клубі «Шахріхончі», надалі грав у «Пахтакорі» з Ташкента, а також у «Пахтакорі» з Андижана. З 1988 по 1989 рік грав за «Полісся» з Житомира. У 1990 році грав за «Шердор». У 1991 році перебрався в «Навбахор», з яким став володарем Кубка Узбекистану 1992 року.
У 1993 році виступав за російський клуб «Океан» з Находки, за який провів 25 матчів, в яких забив 2 голи.
Футбольну кар'єру завершив у «Наврузі».

## Досягнення
«Навбахор»
- Кубок Узбекистану
  -  Володар (1): 1992